# Arne Sandström

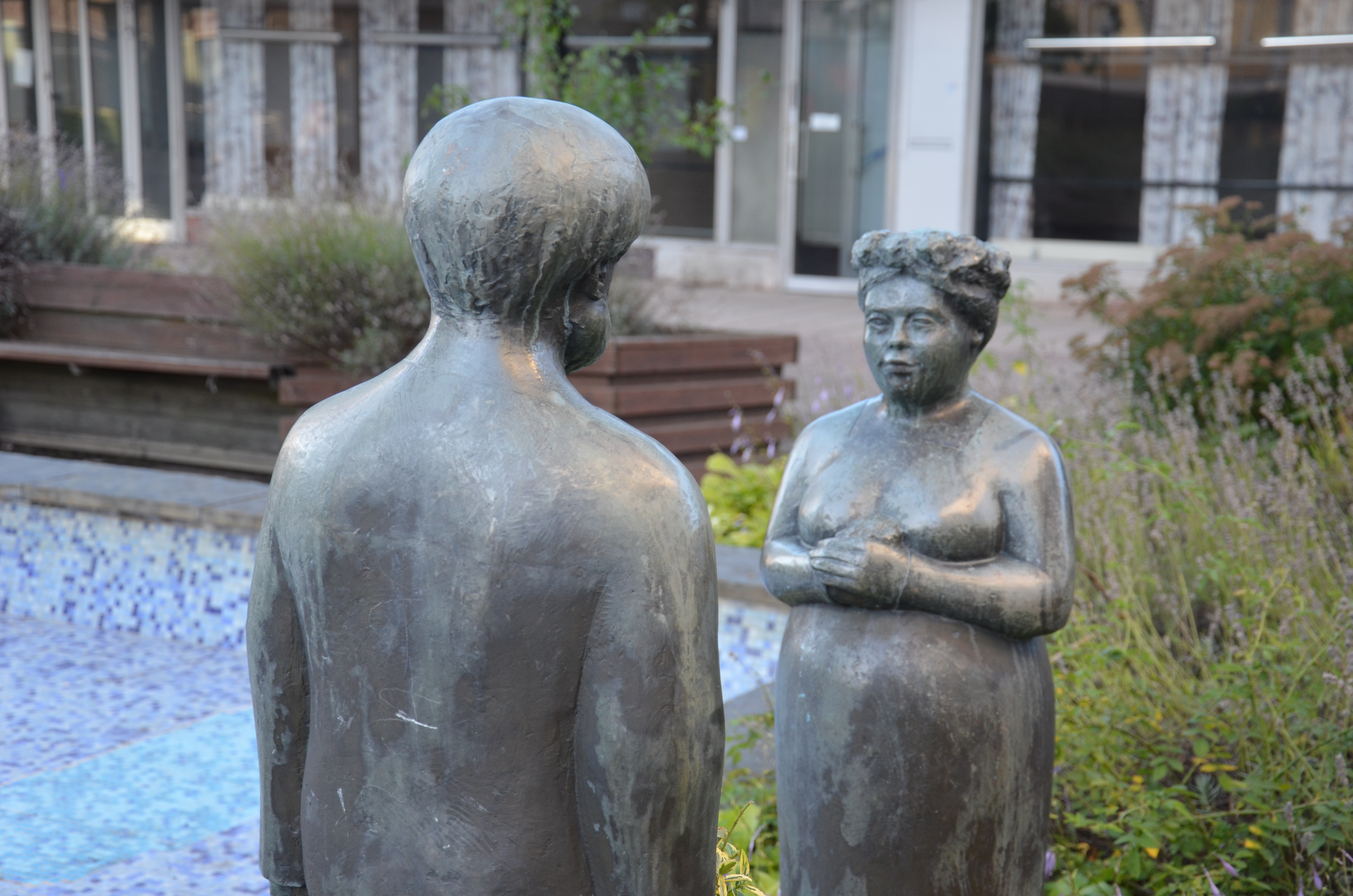
Junibruden, Sundbyberg

Arne Herbert Andreas Sandström, född 7 september 1913 i Stockholm, död 27 juni 1991 i Kristianstad, var en svensk skulptör och tecknare.
Han var son till chauffören Otto Viktor Andreas Sandström och Adolfina Möller och i sitt andra gifte från 1950 gift med Stina Inga Möllerberg och svärson till Nils Möllerberg. Sandström utbildade sig till finmekaniker 1927–1929 och arbetade fram till 1941 inom verkstadsindustrin. Han knöts till Gustavsbergs porslinsfabrik 1943 och kom därefter att studera vid Konsthögskolans skulpturlinje 1946–1951. Med undantag av perioden 1956–1959 då han arbetade som teckningslärare var han verksam som heltidskonstnär. Till hans mer kända arbeten hör negresskulpturen Swahili. Separat ställde han ut i Kristianstad 1965 och tillsammans med Sonja Högström ställde han ut i Åhus 1966. Han medverkade i Nationalmuseums utställning Unga tecknare och i samlingsutställningar arrangerade av Kristianstads konstförening och Helsingborgs konstförening. Sandström är representerad vid Kristianstads museum och Stockholms stad. Han är gravsatt i minneslunden på Östra begravningsplatsen, Kristianstad.

## Verk i urval
- I förbifarten, 1967, brons, Genvägen/Flädervägen, Kristianstad
- Eke, 1976, ek, Österängs bibliotek, Sjövägen 27. Kristianstad
- Junibruden, 1971, brons, Tuletorget i Sundbyberg
- Masaikvinnan, 1988, brons, Christiansro, Östra Boulevarden i Kristianstad